# Leverkusen-Rheindorf
Leverkusen-Rheindorf – przystanek kolejowy w Leverkusen, w kraju związkowym Nadrenia Północna-Westfalia, w Niemczech. Znajduje się tu 1 peron.
| Leverkusen-Rheindorf          |
| Linia Köln Hbf – Duisburg Hbf |
| Leverkusen-Küppersteg         |